# Le Restaurant
Le Restaurant was een restaurant in de Amsterdamse wijk De Pijp. Het restaurant werd geopend in januari 2008 en sloot in mei 2023. 

## Geschiedenis
Het kleine restaurant had ruimte voor twintig couverts. Chef-kok Jan de Wit kookte eerder twee Michelinsterren bij elkaar in restaurant De Nederlanden in Vreeland en eveneens bij zijn De Trechter in Amsterdam. De Wit runde met zijn levenspartner Konstantin Dadykin enige jaren een table d'hôte in Zuid-Frankrijk. 
Eind 2009 kreeg Le Restaurant zijn eerste Michelinster; in 2017 was er geen vermelding van het restaurant in de gids wegens bedrijfsbeëindiging op die locatie. Onder dezelfde naam is een doorstart gemaakt aan de Amsterdamse Frans Halsstraat. In december 2017 maakte Michelin bekend dat het restaurant op de nieuwe locatie opnieuw een ster is toegekend in de gids voor 2018.
In mei 2023 sloot het restaurant opnieuw, hiermee verviel de Michelinster.